# 移剌斡里朵
移剌斡里朵，金朝官员。一名八斤，契丹族，姓移剌（耶律），系出辽朝五院司。
移剌斡里朵通晓契丹字。金太宗天会三年（1125年），随军攻北宋，有功，补尚书省令史。金熙宗天会十五年（1137年），奉命追击南逃宋军，升任修武校尉。完颜宗弼攻取河南时，移剌斡里朵督诸路帅臣进讨，事定，升任宣武将军。当时尚书六部未分，移剌斡里朵为兵刑二部主事，升任右司都事。皇统二年（1142年），担任大理正，历任同知昭德军节度使事，升任孟州防御使。海陵王正隆年间，转任同知北京（今内蒙古宁城县西大明城）留守事。奉命押军南下镇压契丹起事者，至松山县被擒，拒绝诱降，被困辱。后来逃归。正隆六年（1161年），改任北京路转运使。金世宗大定初年，担任博州防御使，改任利涉军节度使、通远军节度使。